# Heliconia stella-maris
Heliconia stella-maris är en enhjärtbladig växtart som beskrevs av Abalo och G.Morales. Heliconia stella-maris ingår i släktet Heliconia och familjen Heliconiaceae. Inga underarter finns listade.